# ガルシア・カルボ
ホセ・アントニオ・ガルシア・カルボ（José Antonio Garcia Calvo、1975年4月1日 - ）は、スペイン・マドリード出身の元サッカー選手。ポジションはDF（センターバック）。

## 経歴

### クラブ
レアル・マドリードの下部組織出身。1996年3月2日のUDサラマンカ戦(5-0)でトップチームデビューしたが、この試合では同じく下部組織出身のセンターバックであるフェルナンド・サンスもトップチームデビューを果たしている。1996-97シーズンは6試合に出場してリーグ優勝を経験したが、レアル・マドリード在籍期間中にはリーグ戦計16試合の出場に終わった。1997年にレアル・バリャドリードに移籍した。移籍初年度の1997-98シーズンにはプロ初得点を挙げ、4シーズンの間レギュラーを務めた。2001年、レアル・マドリードのライバルであるアトレティコ・マドリードに移籍した。2001-02シーズンには11枚のイエローカードを提示されたが、35試合に出場してプリメーラ・ディビシオン（1部）昇格を果たした。2004年夏には同じポジションのライバルとしてパブロ・イバニェス、ルイス・ペレアが加入したため、2004-05シーズンと2005-06シーズンは控えに甘んじたが、貴重なバックアッパーであった。2006年夏にはセグンダ・ディビシオン（2部）のレアル・バリャドリードに復帰した。移籍初年度にはプリメーラ・ディビシオン昇格を果たし、2007-08シーズンには絶対的なレギュラーとしてトップリーグ残留に貢献した。2007年9月2日のデポルティーボ・ラ・コルーニャ戦(2-2)で得点を挙げている。再発した足の負傷のために2008-09シーズンを丸々棒に振り、シーズン終了後に現役引退を発表した。
現役引退してすぐにレアル・バリャドリードのスポーツディレクターに就任した。

### 代表
1998年にはU-21スペイン代表としてUEFA U-21欧州選手権に出場して優勝した。2002年8月21日、フェレンツ・プスカシュ杯のハンガリー戦(1-1)でスペインA代表デビューした。その後、2002-03シーズン中に2試合に出場している。

## 個人成績

### クラブ
2021年2月13日現在
| クラブ                   | シーズン     | リーグ戦       | リーグ戦 | リーグ戦 | カップ戦 | カップ戦 | 欧州カップ | 欧州カップ | 合計 | 合計 |
| クラブ                   | シーズン     | ディヴィジョン | 試合     | 得点     | 試合     | 得点     | 試合       | 得点       | 出場 | 得点 |
| ------------------------ | ------------ | -------------- | -------- | -------- | -------- | -------- | ---------- | ---------- | ---- | ---- |
| レアル・マドリードC      | 1994-95      | セグンダB      | 7        | 0        | -        | -        | -          | -          | 7    | 0    |
| レアル・マドリードB      | 1994-95      | セグンダ       | 17       | 0        | -        | -        | -          | -          | 17   | 0    |
| レアル・マドリードB      | 1995-96      | セグンダ       | 20       | 0        | -        | -        | -          | -          | 20   | 0    |
| レアル・マドリードB      | 1996-97      | セグンダ       | 9        | 0        | -        | -        | -          | -          | 9    | 0    |
| レアル・マドリードB      | クラブ通算   | クラブ通算     | 46       | 0        | -        | -        | -          | -          | 46   | 0    |
| レアル・マドリード       | 1995-96      | プリメーラ     | 10       | 0        | 0        | 0        | 2          | 0          | 12   | 0    |
| レアル・マドリード       | 1996-97      | プリメーラ     | 6        | 0        | 1        | 0        | 0          | 0          | 7    | 0    |
| レアル・マドリード       | クラブ通算   | クラブ通算     | 16       | 0        | 1        | 0        | 2          | 0          | 19   | 0    |
| バジャドリード           | 1997-98      | プリメーラ     | 33       | 1        | 2        | 0        | -          | -          | 35   | 1    |
| バジャドリード           | 1998-99      | プリメーラ     | 28       | 0        | 0        | 0        | -          | -          | 28   | 0    |
| バジャドリード           | 1999-00      | プリメーラ     | 33       | 1        | 2        | 0        | -          | -          | 35   | 1    |
| バジャドリード           | 2000-01      | プリメーラ     | 34       | 2        | 1        | 0        | -          | -          | 35   | 2    |
| バジャドリード           | クラブ通算   | クラブ通算     | 128      | 4        | 5        | 0        | -          | -          | 133  | 4    |
| アトレティコ・マドリード | 2001-02      | セグンダ       | 35       | 1        | 1        | 0        | -          | -          | 36   | 1    |
| アトレティコ・マドリード | 2002-03      | プリメーラ     | 22       | 2        | 0        | 0        | -          | -          | 22   | 2    |
| アトレティコ・マドリード | 2003-04      | プリメーラ     | 22       | 1        | 0        | 0        | -          | -          | 22   | 1    |
| アトレティコ・マドリード | 2004-05      | プリメーラ     | 15       | 0        | 1        | 0        | 4          | 1          | 20   | 1    |
| アトレティコ・マドリード | 2005-06      | プリメーラ     | 12       | 0        | 2        | 0        | -          | -          | 14   | 0    |
| アトレティコ・マドリード | クラブ通算   | クラブ通算     | 106      | 4        | 4        | 0        | 4          | 1          | 114  | 5    |
| バジャドリード           | 2006-07      | セグンダ       | 15       | 1        | 0        | 0        | -          | -          | 15   | 1    |
| バジャドリード           | 2007-08      | プリメーラ     | 33       | 1        | 1        | 0        | -          | -          | 34   | 1    |
| バジャドリード           | 2008-09      | プリメーラ     | 19       | 2        | 1        | 0        | -          | -          | 20   | 2    |
| バジャドリード           | クラブ通算   | クラブ通算     | 67       | 4        | 2        | 0        | -          | -          | 69   | 4    |
| キャリア通算             | キャリア通算 | キャリア通算   | 362      | 12       | 12       | 0        | 6          | 1          | 380  | 13   |

## タイトル

### クラブ
- レアル・マドリード

リーガ・エスパニョーラ : 1996-97

### 代表
- U-21スペイン代表

UEFA U-21欧州選手権 : 1998